# Apache Formatting Objects Processor
A Formatting Objects Processor (röviden FOP) egy Java alkalmazás, amely XSL-FO fájlokat alakít PDF-be vagy egyéb nyomtatható formátumba. A FOP szoftvert az Apache Software License alatt terjesztik nyílt forráskóddal.
A FOP-ot eredetileg James Tauber készítette, majd az Apache Software Foundation-nak adományozta 1999-ben, ahol az Apache XML Graphics projekt része lett. E sorok írásakor, 2008 májusában a legfrissebb FOP verzió a 0.95, ami a 2001 novemberében kiadott PDF 1.4 specifikációt támogatja.

## Input
A FOP bemenete egy XSL-FO fájl. Az XSL-FO egy XML-alapú formátum. Az importálandó képfájlok az <fo:external-graphic> elem segítségével adhatóak meg. A FOP többek között a következő képformátumokat tudja olvasni:
- SVG
- Bitmap BMP
- Postscript (EPS-ként)
- JPEG
- Egyes TIFF formátumok

## Output
A FOP a következő kimeneti formátumokat támogatja:
- PDF
- ASCII szöveg
- PostScript
- PCL
- AFP
- RTF
- XML
- Java2D/AWT a megjelenítéshez, nyomtatáshoz valamint PNG és TIFF fájlok készítéséhez.

Fejlesztés alatt:
- MIF
- SVG

## Lásd még
- Extensible Stylesheet Language Transformations

## Külső linkek
- AntillesXML (Gyűjtemény XML Tools) (a német)

1. ↑  Release 2.10, 2024. október 1. (Hozzáférés: 2024. október 12.)